# Perigrapha brunnea
Perigrapha brunnea är en fjärilsart som beskrevs av Leo Schwingenschuss 1918. Perigrapha brunnea ingår i släktet Perigrapha och familjen nattflyn. Inga underarter finns listade i Catalogue of Life.